# Vito Napoli
Vito Napoli (Squillace, 16 novembre 1931 – Roma, 8 novembre 2004) è stato un politico italiano, esponente della Democrazia Cristiana (5 legislature) e già parlamentare europeo.

## Biografia
Il suo nome figura nella Lista degli appartenenti alla P2 (tessera n. 887).
È subentrato al Parlamento europeo nell'aprile 1994, dopo essere stato candidato alle elezioni del 1989 per la lista della DC.
In occasione delle elezioni del 1994 è candidato per il Patto per l'Italia nel collegio di Paola senza tuttavia risultare eletto.